# Eric Meignan
Eric Meignan es un ingeniero francés. Actualmente ocupa el cargo de director técnico de la división de unidades de potencia del equipo Alpine F1 Team.

## Carrera
En mayo de 2015, Meignan fue contratado como ingeniero jefe de Mercedes AMG High Performance Powertrains, la división de motores de Mercedes ubicada en Brixworth, cargo que ocupó hasta marzo de 2017, cuando fue ascendido a jefe de departamento de la división, donde permaneció hasta julio de 2019. En febrero de 2020, Meignan se convirtió en jefe de departamento de Ferrari, siendo responsable de la división de motores del equipo de Fórmula 1. Trabajó en Maranello hasta octubre de 2023.
A finales de octubre de 2023, Meignan se incorporó al equipo Alpine como director técnico de motores, en sustitución de Bruno Famin, quien, tras una reestructuración llevada a cabo en julio de ese año, pasó a gestionar todas las actividades deportivas del equipo como vicepresidente del fabricante homónimo. Meignan ha asumido la responsabilidad de la gestión diaria del departamento de potencia de Alpine y depende directamente de Famin.